# Nakajima A2N
Chiếc Nakajima A2N hay Nakajima Loại 90 là một kiểu máy bay tiêm kích hoạt động trên tàu sân bay Nhật Bản trong những năm 1930. Đây là một kiểu máy bay cánh kép một động cơ với bộ càng đáp cố định.

## Thiết kế và phát triển
Chiếc A2N được phát triển như là một dự án tư nhân của Nakajima dành cho Hải quân Đế quốc Nhật Bản. Nó dựa một phần vào thiết kế của những chiếc Boeing Kiểu 69 và Boeing Kiểu 100, những phiên bản của cả hai kiểu máy bay này được nhập vào Nhật Bản lần lượt vào năm 1928 và 1929. Takao Yoshida đã lãnh đạo nhóm thiết kế. Hai chiếc nguyên mẫu đã được hoàn thành vào tháng 12 năm 1929. Được trang bị động cơ Bristol Jupiter VI, chúng bị loại bỏ vì được xem là không mang lại cải tiến gì đáng kể so với kiểu Nakajima A1N.
Khi đó Jingo Kurihara thực hiện thiết kế lại một phần, và một chiếc nguyên mẫu thứ ba, phiên bản A2N1, trang bị động cơ Nakajima Kotobuki 2 công suất 580 mã lực (432 kW), được hoàn tất vào tháng 5 năm 1931. Kiểu máy bay này được Hải quân Nhật chấp thuận vào tháng 4 năm 1932. Năm 1932, Minoru Genda tổ chức một đội bay mang tên "Gánh xiếc bay của Genda" để khuếch trương không lực hải quân và đã lái kiểu máy bay này.
Một phiên bản huấn luyện hai chỗ ngồi cũng được phát triển từ Loại 90 sau đó và được gọi tên là A3N1.
Có khoảng 100 chiếc A2N được chế tạo bởi Nakajima và Sasebo từ năm 1932 đến năm 1936; và được tiếp nối bởi 66 chiếc phiên bản huấn luyện từ năm 1936 đến năm 1939.

## Lịch sử hoạt động
Chiếc A2N đã phục vụ trên các tàu sân bay Hōshō, Kaga và Ryujo của Hải quân Nhật.

## Các phiên bản
- A2N: hai chiếc nguyên mẫu
- A2N1: một chiếc nguyên mẫu
- A2N2 (Loại 90-III): phiên bản sản xuất chủ yếu. Cánh phía trên tạo ra góc nhị diện 5o.
- A2N3: phiên bản huấn luyện hai chỗ ngồi
- A3N1: phiên bản huấn luyện hai chỗ ngồi

## Các nước sử dụng
Nhật Bản
- Hải quân Đế quốc Nhật Bản

## Đặc điểm kỹ thuật (A2N1)
Nguồn: The Complete Book of Fighters

### Đặc tính chung
- Đội bay: 01 người
- Chiều dài: 6,18 m (20 ft 4 in)
- Sải cánh: 9,37 m (30 ft 9 in)
- Chiều cao: 3,20 m (10 ft 6 in)
- Trọng lượng không tải: 1.000 kg (2.205 lb)
- Trọng lượng có tải: 1.450 kg (3.197 lb)
- Động cơ: 1 x động cơ Nakajima Kotobuki 2 bố trí hình tròn làm mát bằng không khí, công suất 450 mã lực (336 kW)

### Đặc tính bay
- Tốc độ lớn nhất: 293 km/h (158 knot, 182 mph)
- Trần bay: 7.000 m (22.966 ft)

### Vũ khí
- 2 x súng máy Loại 97 7,7 mm (0,303 in)

## Nội dung liên quan

### Máy bay liên quan
- Boeing F2B
- Boeing F4B

### Máy bay tương tự
- Boeing F2B
- Boeing P-12
- Hawker Nimrod

### Trình tự thiết kế
1MF - A1N- A2N - A3N - A4N - A5M - A6M/A6M2-N

### Danh sách liên quan
- Danh sách máy bay chiến đấu
- Danh sách máy bay quân sự Nhật Bản